# Ufficio dell'interno

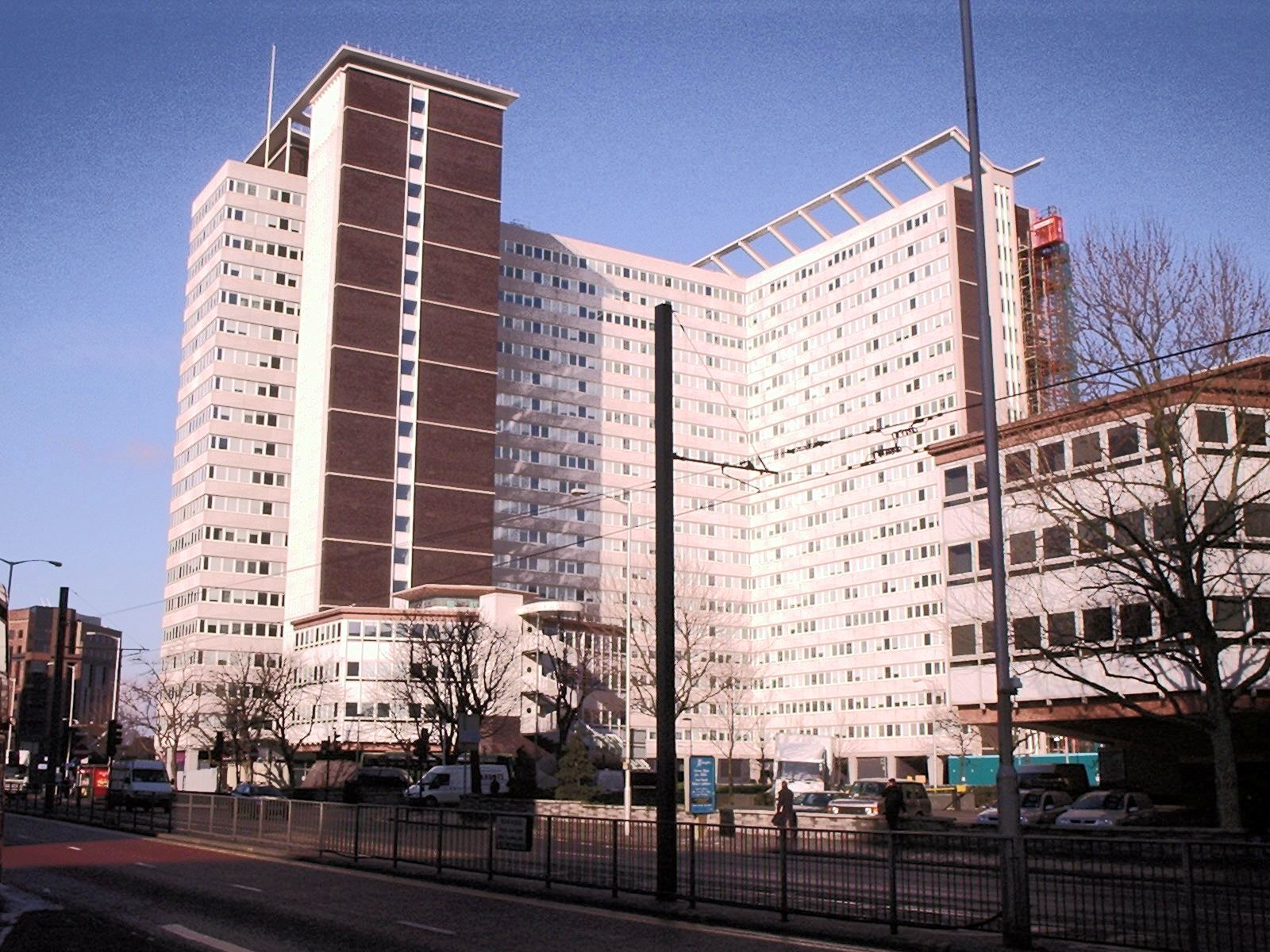
Lunar House a Croydon, Sede delle autorità di frontiera dellHome Office

L'Ufficio dell'interno (in inglese: Home Office – HO), noto anche (soprattutto nei documenti ufficiali e quando indicato in Parlamento) come Dipartimento dell'interno (Home Department), è un dipartimento governativo del governo britannico che si occupa degli affari interni del Paese, analogo al Ministero dell'interno italiano.
Il responsabile di tale ufficio è il Segretario dell'interno (Home Secretary), incarico attualmente occupato da Yvette Cooper. Dall'Home Office dipendono importanti amministrazioni per la sicurezza interna quali la polizia e l'MI5, il servizio di controspionaggio del Regno Unito. È membro dell'Istituto europeo per le norme di telecomunicazione (ETSI).

## Enti ed organismi vigilati dal Ministero
L'autorità comprende le seguenti istituzioni, tra le altre:
- Dipartimenti governativi non ministeriali
- National Crime Agency

### Enti regolatori
- HM Inspectorate of Constabulary
- Independent Chief Inspector of Borders and Immigration
- Independent Office for Police Conduct and other oversight bodies
- Home Affairs Select Committee
- HM Chief Inspector of Fire Services

#### Dipartimenti
- Border Force
- HM Passport Office
- Immigration Enforcement
- Corporate Services
- UK Visas and Immigration
- Police Services (Inghilterra e Galles)
- Fire and Rescue Services (Inghilterra)
- Office for Security and Counter-Terrorism

### Enti pubblici interdipartimentali
- Advisory Council on the Misuse of Drugs
- Animals in Science Committee
- Disclosure and Barring Service
- Gangmasters Licensing Authority
- Independent Police Complaints Commission
- Investigatory Powers Tribunal
- Migration Advisory Committee
- National DNA Database  Ethics Group
- Office of Surveillance Commissioners
- Office of the Immigration Services Commissioner
- Police Advisory Board for England and Wales
- Police Discipline Appeals Tribunal
- Police Remuneration Review Body
- Security Industry Authority
- Technical Advisory Board